# كأس الاتحاد القطري
كأس الاتحاد القطري (QFA CU) هي بطولة كرة قدم قطرية شارك فيها (17) فريقاً من أندية الدرجة الأولى والدرجة الثانية، باستنثاء نوادي الريان والدحيل والسد لمشاركتهم في دوري أبطال آسيا.
جرت في مقر الاتحاد القطري لكرة القدم صباح الخميس 08 أبريل 2021 قرعة كأس الاتحاد التي أسفرت عن توزيع الفرق المشاركة إلى خمسة مجموعات بواقع أربعة فرق في المجموعتين الأولى والثانية بينما ضمت المجموعات الثالثة والرابعة والخامسة ثلاثة فرق لكل منها. يتأهل رأس كل مجموعة إلى دور الربع بالإضافة إلى فريق واحد من المجموعة ذات اربع فرق كأفضل ثاني وفريقين كأفضل ثاني المجموعة من المجموعة ذات ثلاث فرق.
وقد حصل نادي السيلية على أول القاب هذه البطولة بفوزه على نادي المرخية بنتيجة 1-0 في المباراة النهائية.